# كلية الاقتصاد والعلوم السياسية (جامعة المستقبل)
كلية الاقتصاد والعلوم السياسية جامعة المستقبل، هي كلية خاصة من كليات جامعة المستقبل في مصر وتأسست في عام 2006 وتقع في مدينة القاهرة الجديدة

## الأقسام العلمية بالكلية
يوجد بكلية الاقتصاد والعلوم السياسية بجامعة المستقبل 4 أقسام وتتشابه الكلية مع كلية الاقتصاد والعلوم السياسية بجامعة القاهرة في وجود قسم الادارة العامة في كليهما

### 1 – قسم الاقتصاد[3]
قسم الاقتصاد هو أحد الأقسام الأربعة في الكلية يدرس الطلاب على مدى سنوات الدراسة في الجامعة مختلف فروع علم الاقتصاد والأدوات الاقتصادية المتنوعة، مع التأكيد على الصلة بين الاقتصاد والتخصصات الأخرى مثل العلوم السياسية، والإدارة العامة، ووسائل الإعلام، والإدارة، لمساعدة الطلاب إجراء تحليل اقتصادي شامل.
يهدف القسم إلى تنمية المهارات البحثية للطلاب وقدراتهم التحليلية لإيجاد حلول مبتكرة وجديدة للمشكلات الاقتصادية الملحة، ويتمثل هدفنا في تزويد سوق العمل في مصر ومنطقة الخليج بخبراء اقتصاد وباحثون ذوي كفاءات عالية، الذين لا يتمتعون فقط بخلفية قوية في النظريات الاقتصادية، ولكن يمتلكون أيضًا الأدوات الكمية والقدرات التحليلية لمواجهة وحل جميع القضايا الاقتصادية والمساهمة في التنمية الاقتصادية لمصر ومنطقة الخليج.

### 2 – قسم العلوم السياسية[4]
يوفر القسم الفرص في ثلاثة مجالات: السياسة العامة والسياسة المصرية، ودراسات تمهيدية للقانون ودراسات قانونية، والشئون الدولية والأمن الوطني. ويُعد الانضمام لهذه التخصصات هي فرصة تعليمية خارج نطاق الفصل الدراسي، وتشمل المحاكاة السياسية، ونموذج محاكاة الأمم المتحدة (MUN)، ونموذج محاكاة الرئاسة الأمريكية (MAP)، والتدريب الداخلي في الوكالات الحكومية والوطنية، وفريق مناظرة مصنف على المستوى الوطني، والعديد من برامج الدراسة في الخارج، وجميعها المصممة لمصالح العلوم السياسية المصممة خصيصًا بشأن الاهتمامات في مجال العلوم السياسية.

### 3 – قسم الادارة العامة[5]
يدعم قسم الإدارة العامة الإدارة التي تتسم بالكفاءة والفعالية للحكومة والمنظمات غير الهادفة للربح، وكذلك تحسين الحوكمة في مصر وفي باقي المنطقة العربية. يقوم القسم بإعداد الطلاب لشغل مناصب قيادية وإدارية في الخدمة العامة. يقدم البرنامج تعليمًا أكاديميًا للتطوير المهني؛ لتعزيز تقديم الخدمات العامة في المجتمع، ويزود الطلاب بالمعرفة والمهارات والقيم للعمل بتفوق طوال حياتهم المهنية على مختلف مستويات المسؤولية داخل الحكومة أو في المنظمات غير الربحية أو المنظمات الدولية أو الكيانات العامة والخاصة أو البرامج الأكاديمية أو في القطاع الخاص.
يكتسب الطلاب المهارات - من خلال إكمال الدورات الدراسية من عدة أقسام أكاديمية - في كتابة التقارير والبحث، والاتصال، والقيادة، وحل المشكلات، وجمع المعلومات ، والتحليل الكمي، والعمل الجماعي، بينما يدرسون القضايا الرئيسية المتعلقة بالسياسة العامة. يقدم البرنامج التدريبَ العملي والتدريب متعدد التخصصات، بالإضافة إلى اختيار مجموعة متنوعة من المواد الاختيارية. يجسد الخريجون مثالًا للتفاني في الكفاءة المهنية في الخدمة العامة، ويسعون إلى المشاركة الفكرية لتعزيز الممارسة في مكان العمل، ويلتزمون بالريادة والتعلم مدى الحياة، والأهم من ذلك كله بناء مستقبل أفضل للمجتمع في مصر وباقي المنطقة العربية

### 4 – قسم الاعلام السياسي[6]
يمنح هذا القسم درجة البكالوريوس في الإعلام السياسي؛ ويجب أن ينهي الطلاب 141 ساعة معتمدة تشمل : 51 ساعة في دورات الوسائط الأساسية، و30 ساعة معتمدة في دورات متعددة التخصصات، و15 ساعة معتمدة في المقررات الاختيارية، بالإضافة إلى 45 ساعة معتمدة في متطلبات الجامعة والكلية.